# Belspel (Vlaanderen)
Tussen februari 2004 en januari 2011 werden er belspellen uitgezonden op de Vlaamse televisie.
Tot en met 17 januari 2011 waren er nog twee belspelprogramma's te zien op de Vlaamse televisie:
- Woordzoeker: 2BE en VTM
- Quizzit: 2BE en VTM

Door het bedrieglijk karakter van de spellen werden ze uiteindelijk verboden en sindsdien worden deze niet meer uitgezonden.

## Geschiedenis

### Februari 2004: eerste uitzendingen
Hieronder staat een schema van de eerste uitzending van elke zender en de naam van het programma.
|                   | VTM             | KANAALTWEE (2BE)       | VT4               | VIJFtv     |
| ----------------- | --------------- | ---------------------- | ----------------- | ---------- |
| Eerste uitzending | 2 februari 2004 | 9 februari 2004        | 9 februari 2004   | April 2005 |
| Naam belspel      | Bel menu        | Play2Day en Play2Night | Toeters en bellen | Cinco      |

Al deze programma's werden geproduceerd door Rosegarden Studios. In 2006 verruilden alle grote commerciële zenders zowat tegelijk Rosegarden Studios voor een andere belspelproducent. SBS Belgium begon samen te werken met 2waytraffic en de VMMa koos voor Home Games. Sinds januari 2008 liet SBS zijn belspellen door de Duitse dochteronderneming 9Live produceren.

### Situatie rond 2005
- Toeters en Bellen (VT4)
- Cinco (VIJFtv)
- Win Tonight (VT4/VIJFtv)
- Bel Menu (VTM)
- Play2Day/Play2Night (KANAALTWEE)

### Januari 2007: nieuwe wet
Sinds 1 januari 2007 kan de kansspelcommissie officieel controle uitoefenen op belspellen. Er verscheen in oktober 2006 in België een Koninklijk Besluit waarin een aantal voorwaarden worden opgesomd waaraan de spelen moeten voldoen:
- Meedoen aan het spel kost maximaal 2 euro (alles inbegrepen).
- Deelnemers mogen maximaal 5.000 euro per spel winnen, ook al is de jackpot groter.
- Mensen die meer dan 50 euro per dag meespelen (volumebellers), moeten een waarschuwing krijgen.
- Mensen moeten de mogelijkheid krijgen de telefoonnummers van de spelletjes te blokkeren.
- Het aantal mensen dat per tijdseenheid aan het spel deelneemt, moet op het scherm getoond worden.

### Januari 2008: VIJFtv start met namiddagprogrammering, vermindert belspellen
Op 1 januari 2008 begon VIJFtv te experimenteren met namiddagprogrammering ter vervanging van het namiddagbelspel. Enkel in de voormiddag werd er nog een belspel uitgezonden.

### Mei 2008: SBS verbant alle belspelletjes naar de nacht
Wegens het succes van de namiddagprogrammering van VIJFtv bij zowel kijkers als adverteerders besloot SBS Belgium op 13 mei 2008 om alle belspellen op VT4 en VIJFtv te verplaatsen naar de nacht. De beslissing werd onmiddellijk van kracht. Om de vrijgekomen ruimte op te vullen, breidde VT4 zijn aanbod aan kinderprogramma's en oude series uit. VIJFtv ging onder andere Te Nemen Of Te Laten en Rotverwende Dochters herhalen.

### Mei 2008: VMMa hervormt grondig
Niet lang na de aankondiging dat SBS zijn belspelletjes flink zou gaan uitdunnen, volgde ook de VMMa. 's Nachts zal VTM geen belspellen meer uitzenden. Tevens worden de Woordzoeker-uitzendingen van 11:15 en 13:40 vervangen door Puzzeltijd. Alleen op zaterdag en zondag, voor Het Nieuws van 13 uur, zou er nog een belspel te zien zijn op VTM. Op 2BE is er een woordzoeker van 12.15 tot 13.20 en van 15.00 tot 16.30. Tevens zijn er ook geen nachtelijke belspellen meer op 2BE.

### Juni 2008: SBS last zomerstop in
Op 27 juni 2008 zei de presentatrice van dienst op het einde van Play dat het voor haar en een aantal andere medewerkers de laatste dag was. Ze sprak over "een hoofdstuk dat werd afgesloten" en "het einde van een televisioneel tijdperk", wat wees op het feit dat SBS de stekker er mogelijk ging uittrekken. Ook de volgende dag zei de presentatrice dat het haar laatste presentatieopdracht was voor Play. Op zondag 29 juni werd het einde bevestigd en viel voorlopig het doek over Play. In een reactie aan De Standaard liet Kristof Demasure, woordvoerder van VT4 en VIJFtv, weten dat de belspellen inderdaad werden stopgezet tijdens de zomer.

### Februari 2009: einde vanPuzzeltijd, terugkeer nachtuitzendingen
Op 30 januari 2009 zond VTM voor de laatste keer Puzzeltijd uit. Op maandag 2 februari paste de VMMa zijn uitzendschema's aan.
- De uitzending van Woordzoeker omstreeks 11.20 uur die recent was teruggekeerd op VTM werd, net als Puzzeltijd, geschrapt.
- Op 2BE was er tijdens de weekdagen voortaan een uitzending van Woordzoeker van 9.00 uur tot 11.30 uur. De namiddaguitzending bleef lopen zoals voorheen van 15.00 uur tot +/- 16.30 uur.
- Zowel VTM als 2BE hervatten 's nachts de uitzending van Quiz Live.
- De weekendprogrammatie veranderde niet.

### Augustus 2009: tijdelijke terugkeer op VT4/VIJFtv
Op 25 augustus 2009 werd ‘s nachts voor de eerste keer in meer dan een jaar een belspel gespeeld op VIJFtv. Het spel heette Night Live en werd gepresenteerd door Sylvie De Caluwé. De productie gebeurde door hetzelfde team als dat achter de belspellen van RTL-TVi, zoals te zien was aan de lay-out van het spel.
Op 14 november dat jaar werd ook Night Live gestaakt.

### Januari 2011: Basta, einde van de belspelletjes en nieuw KB
Op 17 januari 2011 werd in het programma Basta onthuld dat Maxime De Winne, een acteur en docent zedenleer, voor het Belgische productiehuis Woestijnvis maandenlang als undercoverbelspelpresentator bij VTM en 2BE had gewerkt. In deze uitzending van Basta werd vervolgens belicht hoe het productiehuis Home Games (een dochterbedrijf van Endemol) de kansspelen daadwerkelijk organiseert. Zo interpreteert het bedrijf de regelgeving van het Koninklijk Besluit rond belspellen vrij creatief: de opdrachten en oplossingen zijn onduidelijk, de contactgegevens van de spelregelcommissie komen snel in beeld (om daarna meteen vervangen te worden door een eigen e-mailadres) en klachten worden amper in behandeling genomen.
De uitzending van Basta liet ook zien hoe Gaëtan De Weert, na maandenlang ontrafelen met behulp van een computerprogramma, de telsleutel kraakte die gebruikt wordt om de oplossing voor een optelvraag te vinden. Opvallend is dat het productiehuis Home Games zelf ook geregeld zondigt tegen deze telregels bij de spellen. Op de website van Basta werd na de uitzending een pdf-bestand geplaatst met daarin de volledige telsleutel.
Op 18 januari 2011 verscheen er in Humo een exclusief interview met infiltrant Maxime De Winne. De cover voorspelde opvallend genoeg reeds het einde van de belspelletjes. De VMMa kondigde later aan met onmiddellijke ingang geen belspellen meer uit te zenden. De reden voor de onmiddellijke stopzetting werd als volgt beschreven:
"Als er geen maatschappelijk draagvlak is voor belspellen, dan heeft het ook geen zin meer dat we ze uitzenden. We willen niet dat onze kijkers de indruk hebben dat wij de wet overtreden."

Op 20 januari 2011 heeft staatssecretaris Carl Devlies een akkoord bereikt over een ontwerp van KB dat de belspelletjes aan strengere regels onderwerpt. Dat de VMMa intussen besloten heeft met de uitzending van de belspelletjes te stoppen, maakt het nieuwe KB niet overbodig. 
"In het Franstalige landsdeel zendt RTL nog belspelletjes uit. Bovendien valt niet uit te sluiten dat in de toekomst in Vlaanderen opnieuw belspelletjes worden uitgezonden’, zegt Carl Devlies."
Volgens het nieuwe KB zullen de aanbieders van belspelletjes hun vragen op voorhand ter goedkeuring moeten voorleggen aan de Kansspelcommissie. Die moet voor de uitzending bevestigen dat de vragen ‘duidelijk, transparant en ondubbelzinnig’ zijn geformuleerd. In de praktijk betekent dit bijvoorbeeld dat rekenvragen die gebaseerd zijn op mysterieuze rekensleutels niet meer zullen kunnen.
Hiernaast wordt de zogenaamde jackpotronde afgeschaft. Als iemand een vraag correct beantwoordt, dan moet die de voorgespiegelde prijs ook effectief winnen. Ook de ‘open lijn’ wordt afgeschaft. Aan de kijker/speler wordt nu dikwijls de onterechte indruk gegeven dat hij onmiddellijk zal doorverbonden worden met de presentator. Verder zal de resterende tijdsduur die tijdens een spel wordt opgegeven in de toekomst daadwerkelijk moeten gerespecteerd te worden.
Op 25 mei wordt Maxime De Winne als kroongetuige door de Federale Gerechtelijke Politie verhoord over de overtreding van de wetgeving bij de betrokken partijen. Of dit zal leiden tot het intrekken van het KB is nog niet duidelijk.

### 2012: "Belspellen zijn geen bedrog"
Eind juni 2012 kwamen de belspellen opnieuw even in opspraak. De Kansspelcommissie beweerde in haar jaarverslag van 2011 dat het bedrogspercentage 'gering' was.

## Incidenten
Er was in Vlaanderen al verschillende keren controverse rond belspellen.
Oplossing veranderen tijdens het spelEen aantal keer werd in filmpjes duidelijk getoond dat de enveloppe die het juiste antwoord bevat tijdens het spel zelf werd gewijzigd, allicht nadat de eerste oplossing "te vroeg" werd geraden.
Het SI/IS-incidentEind februari 2007 ontstond er commotie wegens overduidelijke oplichterij van presentatrice Chantal Lambert van de Belgische zender VIJFtv in een belspel. Men moest een woord vormen met de letters "SI". Toen er een beller was die het woord "SI" als antwoord opgaf, draaide de presentatrice de envelop met het antwoord snel om zodat er "IS" zou staan. Dit werd echter opgemerkt en op YouTube geplaatst. De weken erna veroorzaakte dit incident veel commotie in de media en werd de presentatrice meerdere malen bedreigd, waar ze ook aangifte van deed. Ze zei tevens in de krant Het Laatste Nieuws dat ze wel op de hoogte was van de oplichterij, maar instructies van de regisseur kreeg om het te doen. Uiteindelijk kreeg de beller alsnog de prijs van 2000 euro en werd Lambert, die ook actief was in de politiek, van de kieslijst van de VLD in Turnhout geschrapt.
Het incident rond Grieks/Oud-GrieksEerder ontstond er al commotie over een uitzending waarin er een schoolvak genoemd moest worden. Meerdere bellers antwoordden "Grieks", maar uiteindelijk was het antwoord Oud-Grieks, wat op geen enkele Belgische school onder die naam gegeven wordt. In diezelfde uitzending bleek 'goniometrie' ook een van de antwoorden te zijn, wat een onderdeel van wiskunde is.
Veelvuldige misleiding door de presentatriceVaak zal de presentator proberen om de kijkers nog meer te laten raden. Soms komt men in de buurt van de absurd moeilijke oplossingen. De regisseur beslist dan om in te grijpen, waardoor de presentatrice vaak moet improviseren.
Quasi onvindbare telsleutel bij rekenspelletjesOp 17 januari 2011 werd bekend dat presentator Maxime De Winne eigenlijk een infiltrant was die in kader van het Neveneffecten-programma Basta meehielp om de misbruiken bij de belspelletjes aan de kaak te stellen. De onlogische telsleutel die gebruikt wordt tijdens de rekenspelletjes werd hierbij aangetoond.

## Voormalige presentatoren en presentatrices
- Ilse Baeten
- Vanessa Beke
- Lindsay Bervoets
- Filip D’haeze
- Sylvie De Caluwe
- Nathalie Deetens
- Maxime De Winne
- Saskia Duerinck
- Sophie Duflou
- Liesbeth Gelade
- Vicky Jolling
- Joyce Kokkinakis
- Nathalie-Jane Krits
- Chantal Lambert
- Stéphanie Meire
- Sofie Mora
- Jaimie Nauwelaerts
- Ellen Peeters
- Lynn Pelgroms
- Ellen Rollin
- Amaryllis Temmerman
- Bart Van den Bossche
- Charlotte Van de Vijver
- Gino van Droogenbroeck
- Anneke Van Hooff
- Caroline Van Keymeulen
- Dimitri Vantomme